# محمد العدساني
محمد يوسف العدساني (1925 - 30 نوفمبر 2022)، سياسي كويتي، رئيس مجلس الأمة الأسبق خلال الفترة 9 مارس 1981 حتى 9 مارس 1985. 

## عن حياته
```
ولد 
محمد بن يوسف بن عبد الوهاب العدساني
 فيد 
مدينة الكويت
 من عام 1925، وتلقى تعليمه في المدارس الأهلية وهو في سن السادسة، ثم درس في المدارس النظامية 
كالمدرسة المباركية
 
والمدرسة القبلية
، وكان مولعاً بالقراءة ومتابعا للبرامج الاذاعية الثقافية منها والسياسية، حتى أصبح محيطا بما يدور حوله، وملما بالاحداث التي تقع بدول العالم، وسافر في سن صغير إلى 
الهند
 للعمل بالتجارة إبان 
الحرب العالمية الثانية
، ثم عاد إلى الكويت وهو في سن الثالثة والعشرين ليعمل مع والده العضو السابق في 
المجلس التشريعي الكويتي الثاني
  
يوسف عبد الوهاب العدساني
 في التجارة وفي نقل البضائع الى 
السعودية
، وفي عام 
1949
، ترأس نادي المعلمين الذي بدأ معه مسيرة منابر التثقيف التي أخذت بيد الكويت والولوج إلى عالم التمدين والتحديث، وفي عام 1951 عين سكرتيرا لجمعية الارشاد الاسلامي التي أصبحت في ما بعد نواة 
لجمعية الاصلاح الاجتماعي
 التي أسست عام 1963، وفي عام 1959  عُيَّن عضوا في الهيئة التنظيمية لادارة شؤون البلاد ورئيس جهاز يختص بعمل دائرة الارشاد (الاعلام حاليا) ثم اختير رئيسا لتقييم الجهاز الاداري في وزارة المالية والنفط في عام 1962.
[
3
]
```

## حياته السياسية
تراس المجلس البلدي، وشارك في انتخابات مجلس الأمة الكويتي 1963 وسقط وفي انتخابات مجلس الأمة الكويتي 1967 فاز وكذلك في انتخابات مجلس الأمة الكويتي 1981 حيث فاز، وخسر في انتخابات مجلس الأمة الكويتي 1985، وقد ترأس مجلس الأمة الكويتي بين عامي 1981 و1985، وقد تولى الوزارة عدة أعوام، حيث كان وزيرا للتخطيط في عام 1976، وقد كان وزير التخطيط في عام 1978 ووزير الأشغال في عام 1978 

## محطات من حياته
- 1949 رئيسا لنادي المعلمين.
- 1951 سكرتيرا لجمعية الإرشاد.
- 1959 عضوا بالهيئة التنظيمية لإدارة البلاد ورئيس جهاز يختص بدائرة الإرشاد.
- 1962 رئيسا لتقييم الجهاز الإداري بوزارة المالية والنفط.
- 1963 ترشح لعضوية مجلس الأمة للفصل التشريعي الأول ولم ينجح.
- 1963 عضوا بالمجلس الاستشاري الأعلى للإعلام.
- 1964 عضوا بالمجلس البلدي.
- 1964- 1966 رئيسا للمجلس البلدي.
- 1965 عضوا في مجلس التخطيط.
- 1967 عضوا في مجلس الأمة الثاني.
- 1967 سفيرا بوزارة الخارجية.
- 1967- 1969 سفيرا بالسعودية.
- 1968- 1969 سفيرا محالا في الصومال.
- 1969- 1976 سفيرا في لبنان.
- 1976- 1980 وزيرا للتخطيط.
- 1977 عضوا في هيئة الخدمة المدنية.
- 1978 عضوا في لجنة الجنسية العليا.
- 1980- 1981 وزيرا للأشغال العامة.
- 1981 - 1985 رئيسا لمجلس الأمة.
- 1987 - 1990 ممثلا للقطاع الأهلي في هيئة الاستثمار.